# Каугілл (Міссурі)
Каугілл (англ. Cowgill) — місто (англ. city) в США, в окрузі Колдвелл штату Міссурі. Населення — 168 осіб (2020).

## Географія
Каугілл розташований за координатами 39°33′39″ пн. ш. 93°55′34″ зх. д. / 39.56083° пн. ш. 93.92611° зх. д. (39.560787, -93.926245).  За даними Бюро перепису населення США в 2010 році місто мало площу 0,62 км², з яких 0,62 км² — суходіл та 0,00 км² — водойми.

## Демографія
Згідно з переписом 2010 року, у місті мешкало 188 осіб у 82 домогосподарствах у складі 49 родин. Густота населення становила 303 особи/км².  Було 103 помешкання (166/км²).
Расовий склад населення:
| - 95,7 % — білих - 0,5 % — чорних або афроамериканців - 0,5 % — азіатів - 2,7 % — осіб інших рас |

До двох чи більше рас належало 0,5 %. Частка іспаномовних становила 3,2 % від усіх жителів.
За віковим діапазоном населення розподілялося таким чином: 23,4 % — особи молодші 18 років, 56,9 % — особи у віці 18—64 років, 19,7 % — особи у віці 65 років та старші. Медіана віку мешканця становила 39,0 року. На 100 осіб жіночої статі у місті припадало 102,2 чоловіків;  на 100 жінок у віці від 18 років та старших — 100,0 чоловіків також старших 18 років.
Середній дохід на одне домашнє господарство  становив 36 477 доларів США (медіана — 27 656), а середній дохід на одну сім'ю — 41 225 доларів (медіана — 31 250). За межею бідності перебувало 39,1 % осіб, у тому числі 63,3 % дітей у віці до 18 років та 8,6 % осіб у віці 65 років та старших.
Цивільне працевлаштоване населення становило 37 осіб. Основні галузі зайнятості: транспорт — 18,9 %, мистецтво, розваги та відпочинок — 18,9 %, освіта, охорона здоров'я та соціальна допомога — 13,5 %, публічна адміністрація — 10,8 %.